# Мещериха (река)
Меще́риха — река в Московской области России, левый приток Клязьмы. Длина реки составляет 17 км, площадь водосборного бассейна — 70 км².
В разное время на отдельных участках река имела различные названия. В верхнем течении она именовалась Мещериха и Большая Лопасть, в среднем — Альба и Мещериха, в низовьях — Лба, Алба и Лобня, причём, Лба, Алба, Альба и Лобня являются вариантами одного и того же названия.
Берёт начало из озера Долгого, протекает через озеро Круглое. Проходит через микрорайон Лобни Красная Поляна, где на речке образованы два небольших заводских пруда; проходя к северу от аэропорта Шереметьево, впадает в Клязьму.
Равнинного типа, питание преимущественно снеговое. Замерзает обычно в середине ноября, вскрывается в середине апреля.
На современных картах левый приток Мещерихи — река Лобня.
По данным Государственного водного реестра России, относится к Окскому бассейновому округу. Речной бассейн — Ока, речной подбассейн — бассейны притоков Оки от Мокши до впадения в Волгу, водохозяйственный участок  — Клязьма от истока до Пироговского гидроузла.